# Escola Nacional de Ciências Estatísticas
A Escola Nacional de Ciências Estatísticas (ENCE), fundada em 6 de março de 1953, é uma instituição federal de ensino superior dedicada ao ensino de estatística, sendo vinculada ao Instituto Brasileiro de Geografia e Estatística (IBGE). Oferece o curso de graduação em estatística, de especialização em Análise Ambiental e Gestão do Território (pós-graduação lato sensu), além de mestrado e doutorado em População, Território e Estatísticas Públicas (pós-graduação stricto sensu)
Por diversos anos, a admissão foi através do vestibular da Universidade Federal do Estado do Rio de Janeiro (UNIRIO). Atualmente, a seleção ocorre através do Sistema de Seleção Unificada (SiSU) que utiliza as notas do Exame Nacional do Ensino Médio (Enem).